# ابن الماء (جنس)

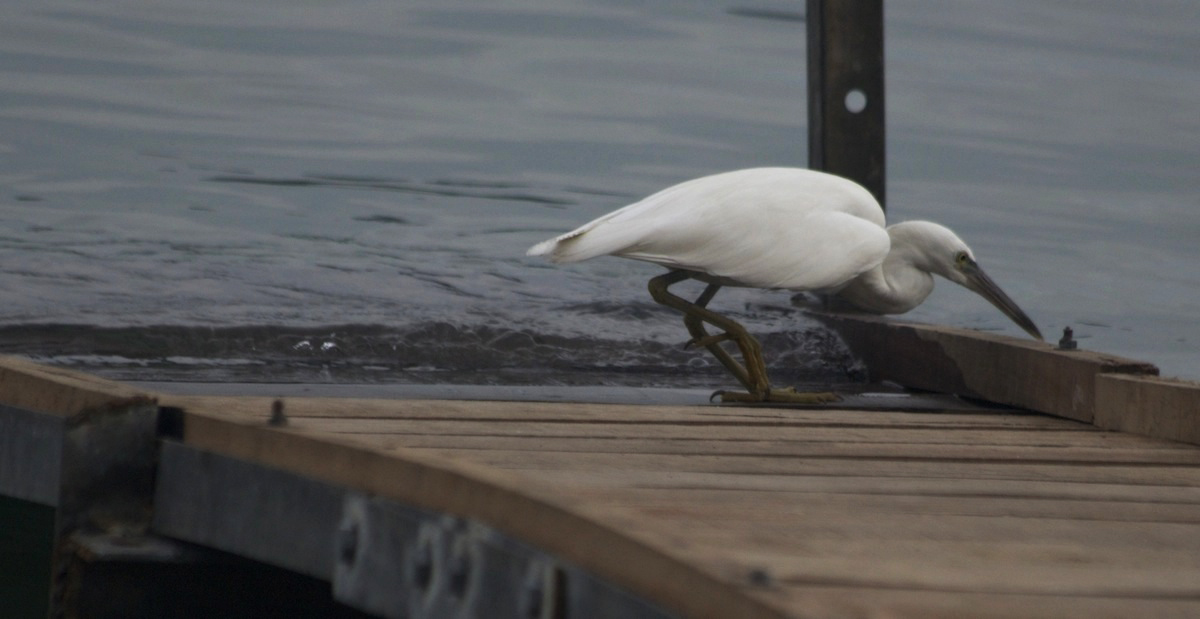
أحد طير ابن الماء

ابن الماء أو إيكريتا[بحاجة لمصدر] (عن الإنكليزيّة Egretta) هو جنس من طيور مالك الحزين بلشونيات المتوسطة الحجم ويعيش في الغالب في المناخ الدافئ. تم العثور على ممثلي هذه العائلة في معظم دول العالم، بلشون أبيض صغير، فضلا عن كونه يتواجد على نطاق واسع وفي أنحاء كثيرة من عالم قديم، وقد بدأت الآن الاستعمار والعيش في الأمريكتين. هذه الطيور نموذجية في الشكل وذات عنق وأرجل طويلة. وهنالك نوعان من هذه الطيور نوع يسمى البلشون المحمر والاخر يسمى بلشون أزرق صغير.موطن طيور مالك الحزين هو الأراضي الرطبة المستنقعات وفي المناطق الحارة. حيث أنها تعيش على شكل المستعمرات مع غيرها من الطيور الخواضة، وعادة على منصات من العصي في الأشجار أو الشجيرات. تتغذى على الحشرات والأسماك والبرمائيات.

## التصنيف
تصنيف هذه الطيور مصدرا للخلاف، وقد وضعت بعض هذه الأنواع مع مالك الحزين الكبير في أرديا.والحقيقة أن بعض الجماعات تتم تسميتها «مالك الحزين» وبعض الآخر «البلشون» أي دلالة التصنيفية.